# Mistr Bible Jeana de Sy
Mistr Bible Jeana de Sy, fr. "Maître de la Bible de Jean de Sy" nebo též "Maître des Boqueteaux" byl francouzský iluminátor činný v Paříži v letech 1350-1380.

## Život a dílo

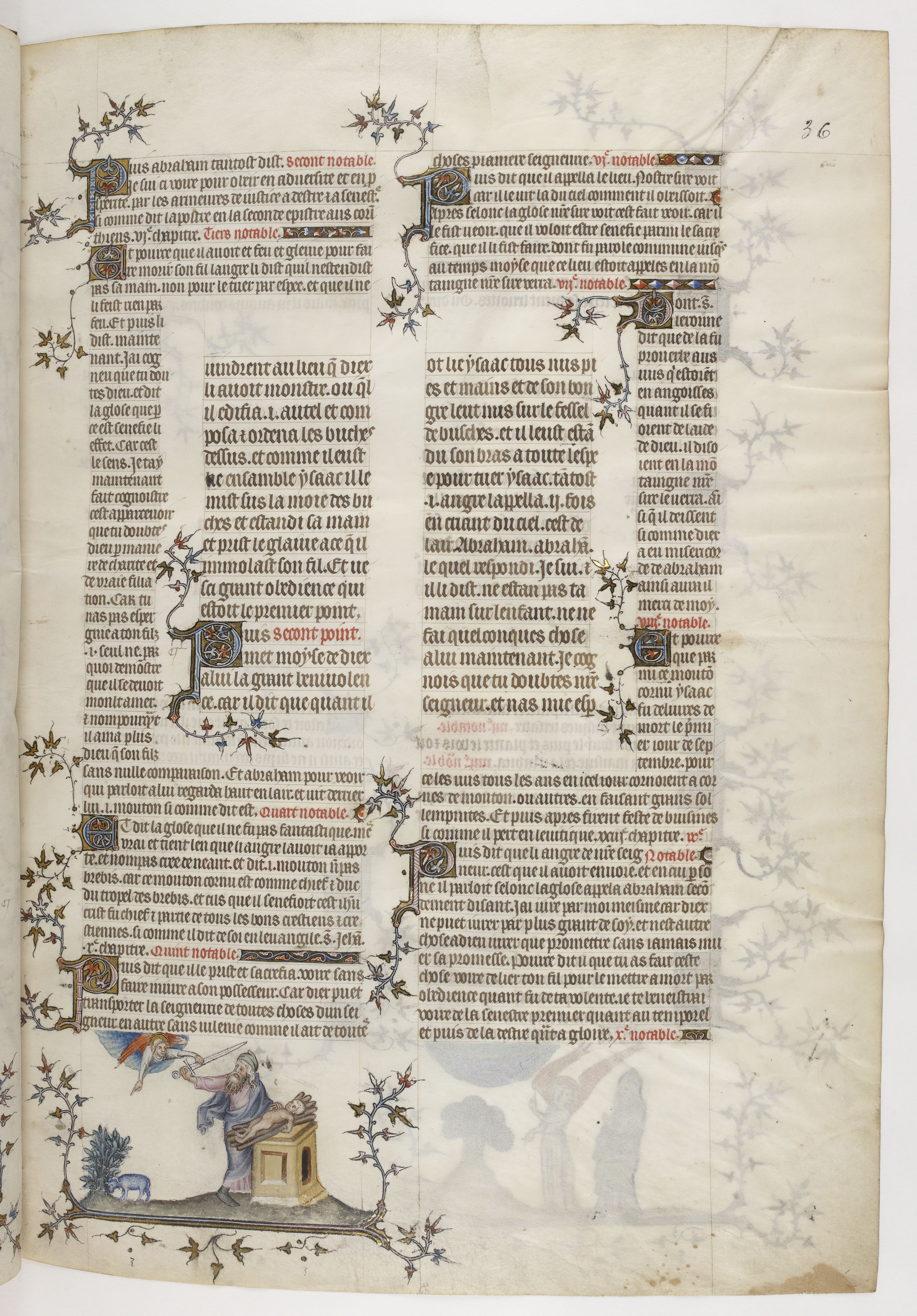
Bible de Jean de Sy

Iluminátora nebo jeho dílnu prvně identifikoval historik umění Henry Martin jako "Mistra Boqueteaux" (Maître aux Boqueteaux), podle jeho typických iluminací s rozvětvenými deštníkovitými stromy. V současnosti je upřednostněno označení Mistr Bible Jeana de Sy. Anonymní autor je pojmenován podle jeho nejstaršího a nejznámějšího díla - bible přeložené do francouzštiny dominikánem Jeanem de Sy, kterou iluminoval pro francouzského krále Jeana II. (Jan II. Francouzský, zvaný též Jan Dobrý). Většina jeho iluminací pochází z doby panování Jeanova nástupce Karla V. (1364-1380).
Předpokládá se, že podobně jako dvorní malíř Jean Bondol pocházel z Nizozemí a v Paříži provozoval větší iluminátorskou dílnu. Podle Ch. Sterlinga přišel ze dvora Václava Lucemburského, vévody lucemburského (od r. 1353), brabantského a limburského. Krofta našel shody ve výtvarném pojetí iluminací Mistra Bible Jeana de Sy a maleb Mistra Lucemburského rodokmene a vyslovil hypotézu, že oba pocházeli z téhož prostředí. Pařížské iluminace Mistra Bible Jeana de Sy a malby Lucemburského rodokmene na Karlštejně vznikly prakticky současně v letech 1355-1360.
Iluminace jsou charakteristické měkkým stylem drapérií a precizní kresbou, figury jsou velmi živé a nápadité, s výraznými a dramatickými gesty rukou. Malíř věnuje pozornost běžným předmětům a vykresluje i nejjemnější detaily jako knoflíky nebo hřeby na podkovách koní. Stejně pečlivě jsou provedeny i přípravné kresby na dvoulistu přiloženém k Bibli Jeana de Sy. Mezi lety 1360-1370 vyšlo z jeho dílny nejméně 14 iluminovaných rukopisů.

### Známá díla
- Bible de Jean de Sy, 1355/1356 až 1360, Bibliothèque nationale de France, Fr.135976
- Iluminace pro Augustinův francouzský překlad Cité de Dieu, rukopisy zhotoveny pro Karla V. a Jeanna de Berry
- Bible historiale, 2 sv., před 1357, British Library, Royal Ms.17 E VII7
- Bible, 1368, Bibliothèque d'État de Berlin, Ms.Philipps 1906
- Œuvres poétiques de Guillaume de Machaut, 2 miniatury spolu s Maître du Remède de Fortune, BNF Fr.1586
- Bible historiale de Jean de Vaudetar, před 1372, Musée Meermanno, La Haye, 10B23
- Bible historiale, 1. svazek, Bibliothèque de l'Arsenal, Ms.5212
- Grandes Heures de Philippe le Hardi, velké miniatury, před 1370, Fitzwilliam Museum et Bibliothèque royale de Belgique
- Manuscrit de l'Histoire romaine de Tite-Live, přeložena Pierre Bersuire, před 1370, Bibliothèque Sainte-Geneviève, Ms.7778
- Grandes Chroniques de France de Charles V, spolupráce Perrin Remiet a "le Maître du Livre du sacre de Charles V", před 1370-1379, BNF, Fr.2813
- Livre d'heures à l'usage de Verdun, před 1375, Pierpont Morgan Library, M.909
- Misál, Gotha, před 1375 (dílna), Cleveland Museum of Art, 1962.28710
- Manuscrit du Songe du verger, před 1378, BL, Royal Ms.19 C IV11
- Manuscrit de la Cité de Dieu, BL, Add.15244
- Manuscrit du Roman de la Rose, před 1380 (dílna), Morgan Library, M.13212